# 科茨沃尔德区
51°43′08″N 1°58′05″W / 51.719°N 1.968°W
科茨沃尔德区（Cotswold District）是英格兰格洛斯特郡下辖的一个非都会区，得名于广义的科茨沃尔德地区。主要市镇是賽倫賽斯特。
科茨沃尔德区创立于1974年4月1日，由赛伦赛斯特城市区与赛伦赛斯特农村区、北科茨沃尔德农村区、北莱赫农村区和特伯里农村区合并而成。2011年，全区人口为83,000人。
该区80%位于泰晤士河集水区内，泰晤士河本身和温德鲁什河、利奇河等几条支流贯穿该区。萊奇萊德为航运的上游极限。
科茨沃尔德区占地450平方英里，约80%的土地位于科茨沃尔德杰出自然风景区。整个科茨沃尔德地区的面积近800平方英里， 分布在五个郡：格洛斯特郡、牛津郡、沃里克郡、威尔特郡和伍斯特郡。 2016年，这个杰出自然风景区的人口为139，000人 。